# Dichotomius rugosicollis
Dichotomius rugosicollis är en skalbaggsart som beskrevs av Luederwaldt 1935. Dichotomius rugosicollis ingår i släktet Dichotomius och familjen bladhorningar. Inga underarter finns listade i Catalogue of Life.